# Monestier-Merlines
Monestier-Merlines est une commune française située dans le département de la Corrèze en région Nouvelle-Aquitaine.

## Géographie
Commune située dans le Massif central sur le plateau de Millevaches au nord-est d'Ussel. C'est une commune limitrophe du Puy-de-Dôme et de la région Auvergne-Rhône-Alpes.

Puy-de-Dôme

## Toponymie
Les deux villages à l'origine de la commune portent traditionnellement les noms en occitan Monestièr et Merlinas.

### Climat
Pour des articles plus généraux, voir Climat de la Nouvelle-Aquitaine et Climat de la Corrèze.
Historiquement, la commune est exposée à un climat montagnard.  
En 2020, Météo-France publie une typologie des climats de la France métropolitaine dans laquelle la commune est exposée à un climat de montagne et est dans la région climatique  Ouest et nord-ouest du Massif Central, caractérisée par une pluviométrie annuelle de 900 à 1 500 mm, maximale en automne et en hiver.
Pour la période 1971-2000, la température annuelle moyenne est de 9 °C, avec  une amplitude thermique annuelle de 15,2 °C. Le cumul annuel moyen de précipitations est de 1 183 mm, avec 13,2 jours de précipitations en janvier et 8,4 jours en juillet. Pour la période 1991-2020, la température moyenne annuelle observée sur la station météorologique la plus proche, située sur la commune d'Ussel à 19 km à vol d'oiseau, est de 9,9 °C et le cumul annuel moyen de précipitations est de 1 156,1 mm,. Pour l'avenir, les paramètres climatiques de la commune estimés pour 2050 selon différents scénarios d’émission de gaz à effet de serre sont consultables sur un site dédié publié par Météo-France en novembre 2022.

## Urbanisme

### Typologie
Au 1er janvier 2024, Monestier-Merlines est catégorisée commune rurale à habitat très dispersé, selon la nouvelle grille communale de densité à 7 niveaux définie par l'Insee en 2022.
Elle est située hors unité urbaine. Par ailleurs la commune fait partie de l'aire d'attraction d'Ussel, dont elle est une commune de la couronne,. Cette aire, qui regroupe 38 communes, est catégorisée dans les aires de moins de 50 000 habitants,.

### Occupation des sols
L'occupation des sols de la commune, telle qu'elle ressort de la base de données européenne d’occupation biophysique des sols Corine Land Cover (CLC), est marquée par l'importance des forêts et milieux semi-naturels (52,2 % en 2018), une proportion sensiblement équivalente à celle de 1990 (51,7 %). La répartition détaillée en 2018 est la suivante : 
forêts (52,2 %), zones agricoles hétérogènes (28,3 %), prairies (18,7 %), zones urbanisées (0,8 %).
L'évolution de l’occupation des sols de la commune et de ses infrastructures peut être observée sur les différentes représentations cartographiques du territoire : la carte de Cassini (XVIIIe siècle), la carte d'état-major (1820-1866) et les cartes ou photos aériennes de l'IGN pour la période actuelle (1950 à aujourd'hui).

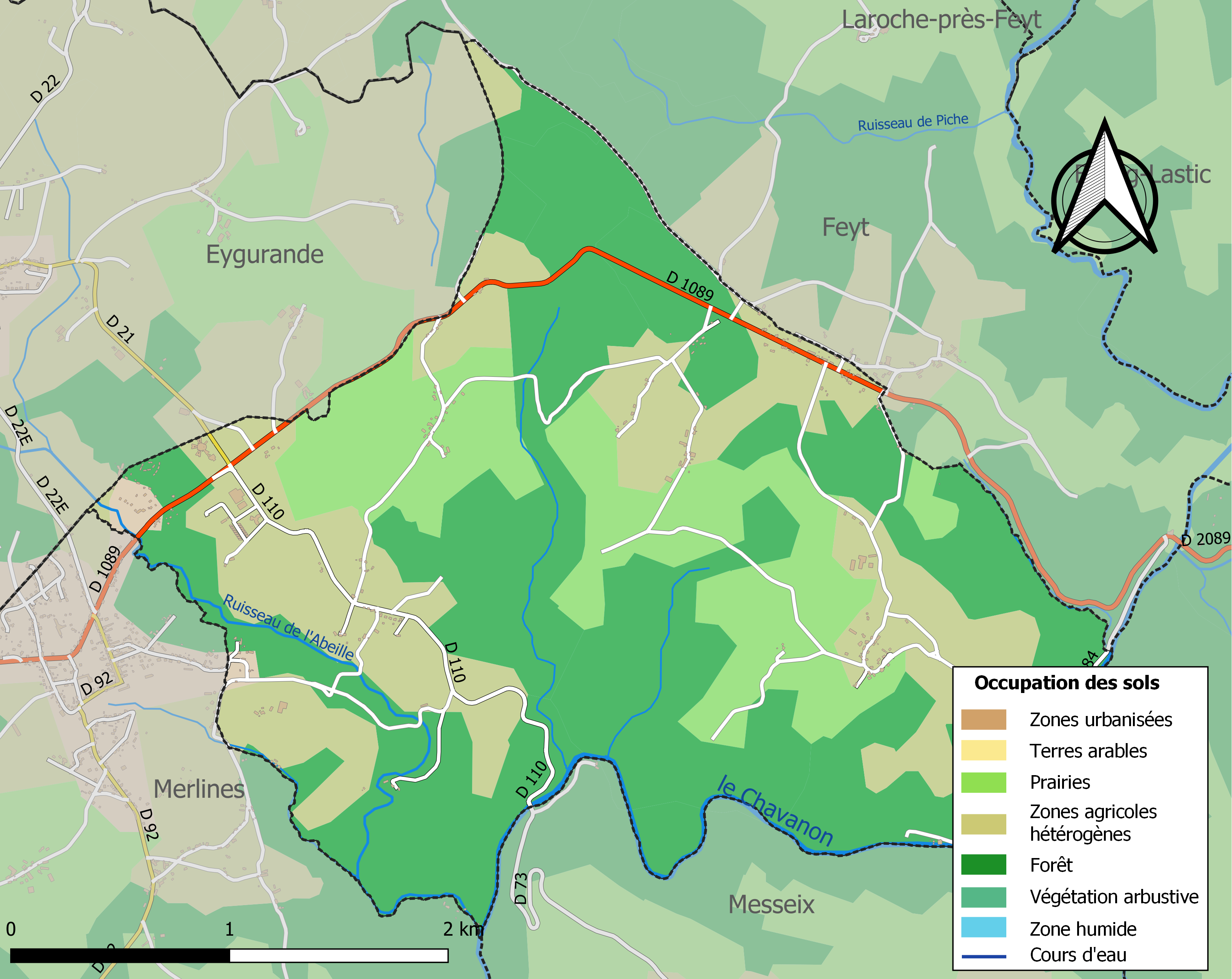
Carte des infrastructures et de l'occupation des sols de la commune en 2018 (CLC).

### Risques majeurs
Le territoire de la commune de Monestier-Merlines est vulnérable à différents aléas naturels : météorologiques (tempête, orage, neige, grand froid, canicule ou sécheresse), feux de forêts, mouvements de terrains et séisme (sismicité très faible). Il est également exposé à un risque particulier : le risque de radon. Un site publié par le BRGM permet d'évaluer simplement et rapidement les risques d'un bien localisé soit par son adresse soit par le numéro de sa parcelle.

#### Risques naturels

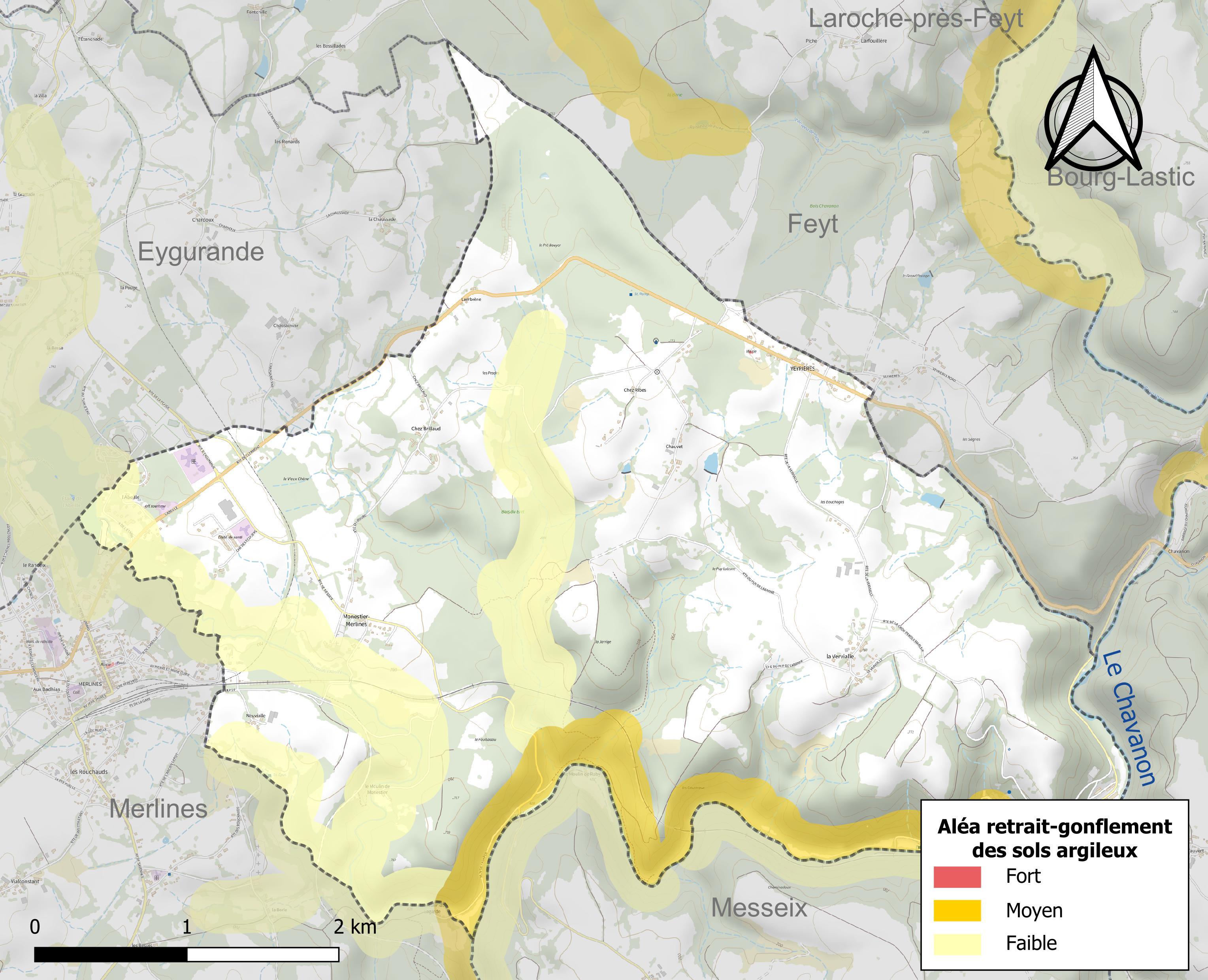
Carte des zones d'aléa retrait-gonflement des sols argileux de Monestier-Merlines.

La commune est vulnérable au risque de mouvements de terrains constitué principalement du retrait-gonflement des sols argileux. Cet aléa est susceptible d'engendrer des dommages importants aux bâtiments en cas d’alternance de périodes de sécheresse et de pluie. 7,3 % de la superficie communale est en aléa moyen ou fort (26,8 % au niveau départemental et 48,5 % au niveau national). Sur les 137 bâtiments dénombrés sur la commune en 2019, deux sont en aléa moyen ou fort, soit 1 %, à comparer aux 36 % au niveau départemental et 54 % au niveau national. Une cartographie de l'exposition du territoire national au retrait gonflement des sols argileux est disponible sur le site du BRGM,.
Concernant les feux de forêt, aucun plan de prévention des risques incendie de forêt (PPRIF) n’a été établi en Corrèze, néanmoins le code de l’urbanisme impose la prise en compte des risques dans les documents d’urbanisme. Le périmètre des servitudes d'utilité publique et des zones d'obligation légale de débroussaillement pour les particuliers est quant à lui défini pour la commune dans une carte dédiée. 

#### Risque particulier
Dans plusieurs parties du territoire national, le radon, accumulé dans certains logements ou autres locaux, peut constituer une source significative d’exposition de la population aux rayonnements ionisants. Certaines communes du département sont concernées par le risque radon à un niveau plus ou moins élevé. Selon la classification de 2018, la commune de Monestier-Merlines est classée en zone 3, à savoir zone à potentiel radon significatif. 

## Politique et administration
| Période    | Période   | Identité              | Étiquette | Qualité  |
| ---------- | --------- | --------------------- | --------- | -------- |
| 1793       | 1796      | Antoine Brillaud      |           |          |
| 1796       | 1800      | Léonard Rouliac       |           |          |
| 1800       | 1805      | Jean Ollier           |           |          |
| 1805       | 1808      | Pierre Ollier         |           |          |
| 1808       | 1812      | Joseph Louradour      |           |          |
| 1812       | 1813      | Pierre Ollier         |           |          |
| 1813       | 1816      | François Mêge         |           |          |
| 1816       | 1832      | Léonard Ollier        |           |          |
| 1832       | 1833      | Pierre Ollier         |           |          |
| 1834       | 1848      | Marien Louradour      |           |          |
| 1848       | 1861      | Jean-baptiste Lebeure |           |          |
| 1861       | 1863      | Louis Renard          |           |          |
| 1863       | 1876      | Antoine Junien Ollier |           |          |
| 1876       | 1878      | Martial Buisson       |           |          |
| 1878       | 1888      | Pierre Ollier         |           |          |
| 1888       | 1905      | Louis Chosson         |           |          |
| 1905       | 1912      | Louis Pertuis         |           |          |
| 1912       | 1923      | François Trespeuch    |           |          |
| 1923       | 1929      | Laurent Maillot       |           |          |
| 1929       | 1947      | Vincent Buisson       |           |          |
| 1947       | 1966      | Jean Cognéras         |           |          |
| 1966       | 1977      | Amédée Nival          |           |          |
| mars 1977  | mars 2014 | Gérard Guineton       |           |          |
| Avril 2014 | En cours  | Nathalie Le Gall      |           | Employée |

## Démographie
| 1793 | 1800 | 1806 | 1821 | 1831 | 1836 | 1841 | 1846 | 1851 |
| ---- | ---- | ---- | ---- | ---- | ---- | ---- | ---- | ---- |
| 265  | 267  | 262  | 455  | 384  | 428  | 586  | 651  | 667  |

| 1856 | 1861 | 1866 | 1872 | 1876 | 1881 | 1886 | 1891 | 1896 |
| ---- | ---- | ---- | ---- | ---- | ---- | ---- | ---- | ---- |
| 627  | 608  | 627  | 646  | 727  | 806  | 813  | 821  | 857  |

| 1901 | 1906 | 1911 | 1921 | 1926 | 1931 | 1936 | 1946 | 1954 |
| ---- | ---- | ---- | ---- | ---- | ---- | ---- | ---- | ---- |
| 866  | 833  | 888  | 850  | 871  | 854  | 904  | 565  | 719  |

| 1962 | 1968 | 1975 | 1982 | 1990 | 1999 | 2006 | 2008 | 2013 |
| ---- | ---- | ---- | ---- | ---- | ---- | ---- | ---- | ---- |
| 895  | 887  | 830  | 693  | 515  | 342  | 317  | 310  | 319  |

| 2018 | 2022 | - | - | - | - | - | - | - |
| ---- | ---- | - | - | - | - | - | - | - |
| 286  | 292  | - | - | - | - | - | - | - |

## Santé
Centre hospitalier du Pays d'Eygurande, à La Cellette, sur la rive droite du Chavanon. Ce lieu a d'abord été occupé par un ermitage dédié à Notre-Dame, fondé en 1144 par un moine du prieuré bénédictin Marsat, près de Riom. Cet ermitage est repris par l'abbaye de Mozac dont dépendait le prieuré de Marsat. En 1445, les Cordeliers de Murat sont obligés de quitter la ville attaquée par les Anglais et viennent s'établir dans l'ermitage. En 1448, le frère cordelier Vincent de Longueville a obtenu de l'abbé de Mozac de pouvoir y établir un couvent. L'église conventuelle était dédiée à saint François d'Assise. Il a été pillé au début du XVIe siècle. En 1720, le couvent n'ayant plus de novices, il est affilié au couvent des Cordeliers de Brioude.
Il est vendu comme bien national à la Révolution. Les différents propriétaires font disparaître le couvent. Un asile d'aliénés est construit en 1830, agrandi en 1842. Partiellement détruit par un incendie, il est reconstruit en 1870. De nouveaux bâtiments sont construits au XXe siècle, et une chapelle, en 1934, par l'architecte Marcel Jarrier,,
.

## Lieux et monuments
- Église Saint-Laurent de Monestier-Merlines. Elle est inscrite à l'Inventaire général du patrimoine culturel[29].

## Personnalités liées à la commune
- Charles Gauguier (1793-1868), homme politique, y est décédé.

## Héraldique
| Blason de Monestier-Merlines | Blason  | D'argent au lion de sable armé et lampassé de gueules et couronné d'or. |
| Blason de Monestier-Merlines | Détails | Le statut officiel du blason reste à déterminer.                        |